# Hội nhóm sinh viên
Hội nhóm sinh viên, câu lạc bộ sinh viên hay tổ chức sinh viên là một nhóm xã hội hoặc tổ chức được điều hành bởi sinh viên các viện đại học, các cơ sở đại học – cao đẳng với các hội viên điển hình chỉ bao gồm các sinh viên và cựu sinh viên.
Mục đích lập ra nhằm thực hành và phổ biến, lan tỏa một sở thích chuyên sâu nào đó hoặc để quảng bá chương trình dạy nghề hay các hoạt động nhân đạo, từ thiện. Ví dụ về các hội nhóm sinh viên thường thấy ở hầu hết các trường đại học là các Hội du học sinh, CLB tranh biện, CLB nhạc rock, CLB theo chuyên ngành của sinh viên. Không phải tất cả các hội nhóm sinh viên đều dựa trên mối quan tâm đến một lĩnh vực phổ quát, thậm chí nhiều trường đại học còn tự thấy mình là ngôi nhà của các hội nhóm với nhiều sở thích mơ hồ ví dụ như Hội Những người hàng xóm.

## Ví dụ
Các ví dụ điển hình có thể kể đến như:
- Hoạt động dân sự: khuyến khích hành vi đúng mực giữa mọi người với nhau
  - Sinh viên tình nguyện
  - CLB tình nguyện hiến máu
- Hội du học sinh: giới thiệu các du học sinh với một nhóm khác và thúc đẩy sự hợp tác quốc tế
- Hội đồng hương: tập hợp các sinh viên cùng quê hoặc đến từ cùng một khu vực/vùng miền
- CLB âm nhạc
- CLB của khoa: tập hợp các sinh viên trong cùng một khoa
- CLB đi bộ đường dài: tổ chức các chuyến đi bộ đường dài
- CLB điện ảnh: trình chiếu và thảo luận về các bộ phim
- CLB khoa học viễn tưởng
- CLB tranh biện: tổ chức và quảng bá các cuộc tranh biện và/hoặc hùng biện
- CLB văn hóa
- CLB võ thuật: ví dụ như taekwondo và karate

## Trong âm nhạc
Đời sống sinh viên và các hội nhóm sinh viên từng là chủ đề chính trong ca khúc Cây đàn sinh viên do nhạc sĩ Quốc An sáng tác năm 2001 và nằm trong đĩa đơn cùng tên của ca sĩ Mỹ Tâm phát hành năm 2002. Dưới đây là toàn bộ lời bài hát:
| Đời sinh viên có cây đàn ghi ta Đàn ngân lên chúng ta cùng hòa ca Có anh bạn xa nhà Có cô bạn nhớ cha Cất vang cùng lời ca Đời sinh viên quý cây đàn ghi ta Nhờ ghi ta mới quen nàng mời ca Buông tiếng đàn tang tình tang tính Hát lên bài nhớ thương Thương mến tình đồng hương | Đời sinh viên sống trong tình bạn thân Khi anh thấy buồn tôi nâng phím đàn Tính tang tình tình tang Cùng dắt nhau qua những ngày gian khó Cùng dắt nhau qua quãng đời sinh viên Rồi mai đây bước danh lợi phồn hoa Khi nghe tiếng đàn ta nhớ năm nào Thức suốt đêm dài những ngày thi đến Giờ nhớ nhau nhớ nhau thật nhiều Giờ nhớ nhau ta ôm đàn ghi ta |